# Reynald Lemaître
Reynald Lemaître (* 28. Juni 1983 in Chambray-lès-Tours) ist ein französischer ehemaliger Fußballspieler.

## Karriere
Reynald Lemaître startete seine Karriere 1996 beim französischen Hauptstadtverein Red Star Paris. Er durchlief dort einige Jugendmannschaften, ehe er 1998 auf das Fußballinternat INF Clairefontaine in Clairefontaine-en-Yvelines wechselte, welches als eines der neun Elite-Akademien des französischen Fußballverbands gilt. Nach einem Jahr Internat schloss er sich 1999 dem SM Caen an. 2002 wurde er in den Profikader des SM Caen berufen, welcher damals in der Ligue 2, der zweithöchsten französischen Spielklasse spielte. 2004 stieg Lemaître mit dem SM in die Ligue 1 auf, um 2005 gleich wieder abzusteigen. 2007 wurde der Aufstieg erneut geschafft, diesmal konnte sich der SM Caen auch in der ersten Liga etablieren.
Nach insgesamt 82 Erst- sowie 89 Zweitligaspielen (mit sieben beziehungsweise acht Toren) schloss er sich nach zehn Jahren beim SM Caen zur Saison 2009/10 dem Ligakonkurrenten AS Nancy an, wofür diese eine auf eine Million Euro geschätzte Ablösesumme bezahlte. Dort wurde sein Vertrag nach drei Jahren und 74 Erstligaspielen mit zwei Toren im Sommer 2012 nicht mehr verlängert. Der Spieler war einige Monate vereinslos, ehe er im Januar 2013 im Zweitligisten EA Guingamp einen neuen Arbeitgeber fand. Am Ende der Saison stieg er mit dem Team zum dritten Mal in seiner Karriere in die Ligue 1 auf. In der anschließenden Spielzeit 2013/14 gewann seine Mannschaft den französischen Pokal, wobei er selbst in diesem Wettbewerb jedoch ohne Einsatz blieb. Bis 2016 bestritt er insgesamt 55 Ligaspiele für den Verein, ehe er die anschließende Spielzeit 2016/17 verletzungsbedingt verpasste und den Verein anschließend 2017 verließ.
Nach einem halben Jahr Vereinslosigkeit spielte er Anfang 2018 kurzzeitig in Tahiti für die AS Dragon, mit der er drei Spiele in der OFC Champions League bestritt. Danach war er noch für den französischen Amateurverein GCO Bihorellais aktiv, ehe er seine Spielerkarriere beendete.